# Station Sosnówka
Station Sosnówka is een spoorwegstation in de Poolse plaats Piła (Staszyce).